# Elektrofony

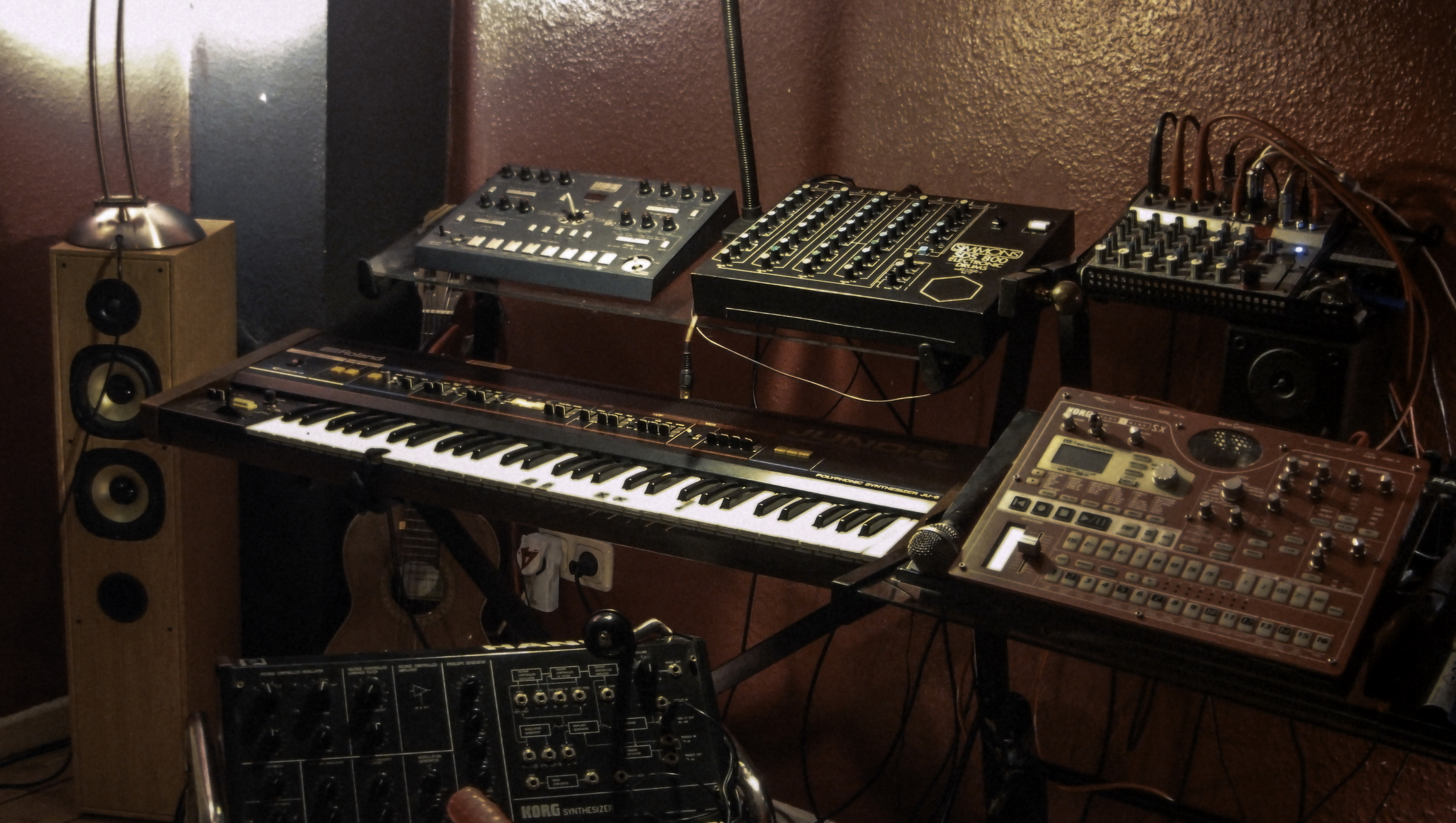
Zestaw elektrofonów

Elektrofony, elektroniczne instrumenty muzyczne – w klasyfikacji naukowej grupa instrumentów muzycznych, w których źródłem dźwięku (wibratorem) jest drgająca membrana głośnika, a drgania są generowane lub przekształcane na drodze elektrycznej.
Elektrofonami nie są tradycyjne instrumenty akustyczne z dodanymi mikrofonami, przetwornikami lub wyposażone we wspomagające komponenty zasilane prądem elektrycznym.

## Budowa

Schemat budowy elektrofonu

Instrumenty elektroniczne zbudowane są z pięciu podstawowych zespołów:
- generator elektromechaniczny (mechaniczny z przetwornikiem) lub elektryczny wytwarzający drgania,
- modyfikator – układ kształtujący barwę dźwięku,
- wzmacniacz – układ wzmacniający natężenie dźwięku,
- głośnik lub zestaw głośnikowy przetwarzający drgania elektryczne na falę akustyczną,
- układ sterujący (np. klawiatura) umożliwiający wykonawcy wydobycie dźwięku o określonej wysokości i o określonym czasie trwania.

## Podział

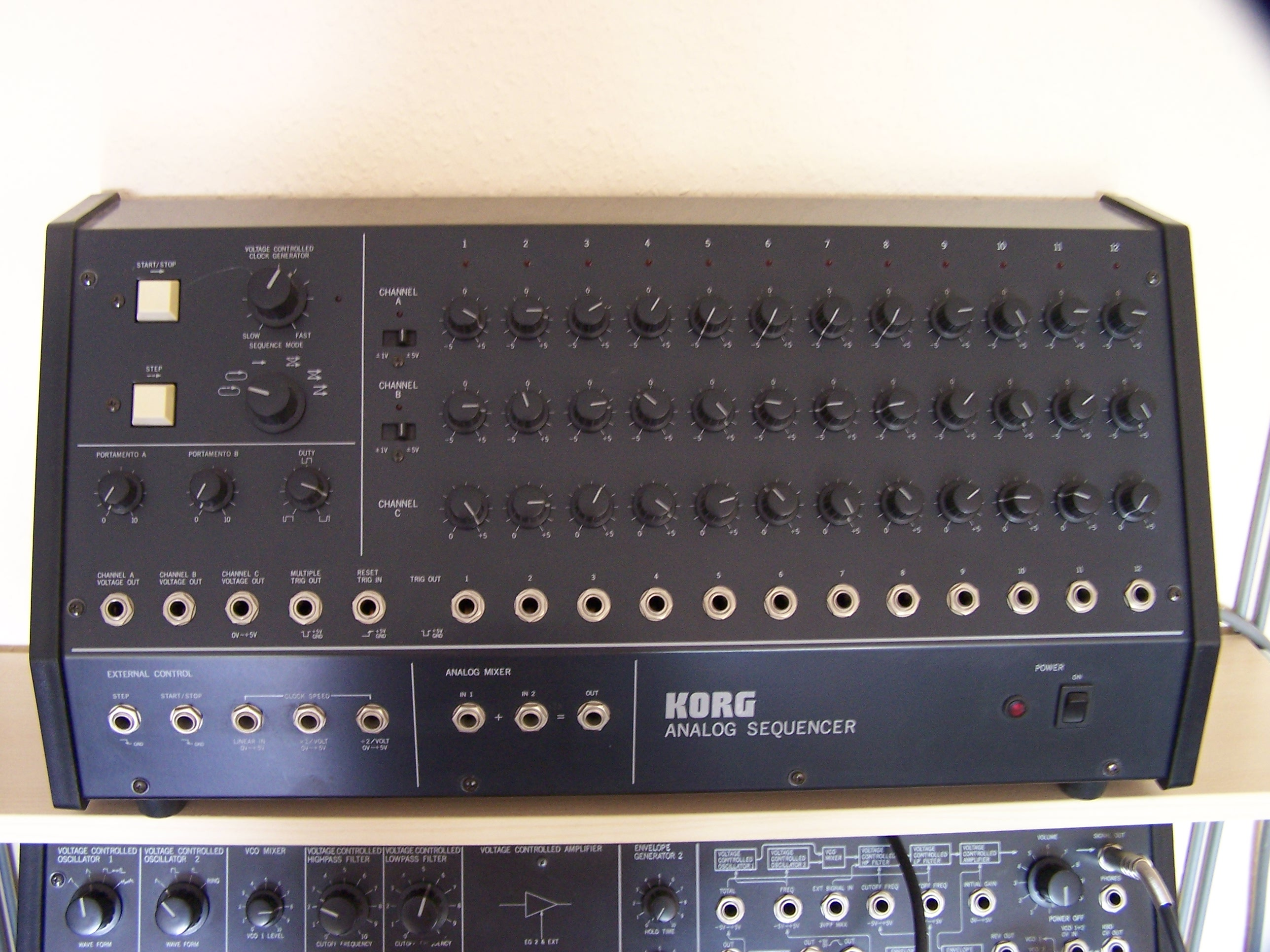
Sekwencer analogowy

Powszechnie stosowanym kryterium podziału elektrofonów jest rodzaj generatora drgań: mechaniczny w instrumentach elektromechanicznych i elektryczny w instrumentach elektronicznych. Z elektrofonów elektromechanicznych wydziela się niekiedy grupę instrumentów elektroakustycznych.
- Elektrofony elektroakustyczne – instrumenty działające zasadniczo jak instrumenty klasyczne, ze znacznie zredukowaną rolą elementu dźwiękotwórczego (wibratora)[3][11], np. struny, stroika czy sztabki[12]. Drgania mechaniczne są w nich przekształcane za pomocą przetwornika na zmiany napięcia w obwodzie elektrycznym[3][11]. Przykłady: gitara elektryczna, pianino elektryczne[3].
- Elektrofony elektromechaniczne – instrumenty, w których drgania wytwarzane przez element mechaniczny (np. wirującą tarczę zębatą lub taśmę[12]) przetwarzane są na impulsy elektryczne[1][2][13] przez element elektromagnetyczny, elektrostatyczny lub fotoelektryczny[3]. Przykłady: organy Hammonda[2], melotron[12].
- Elektrofony elektroniczne – instrumenty, w których drgania powstają na drodze czysto elektrycznej[1] w oscylatorze elektrycznym[3]. Przykłady: theremin[1], fale Martenota[14], syntezator[15], stół mikserski[16].

### Klasyfikacja Hornbostela-Sachsa

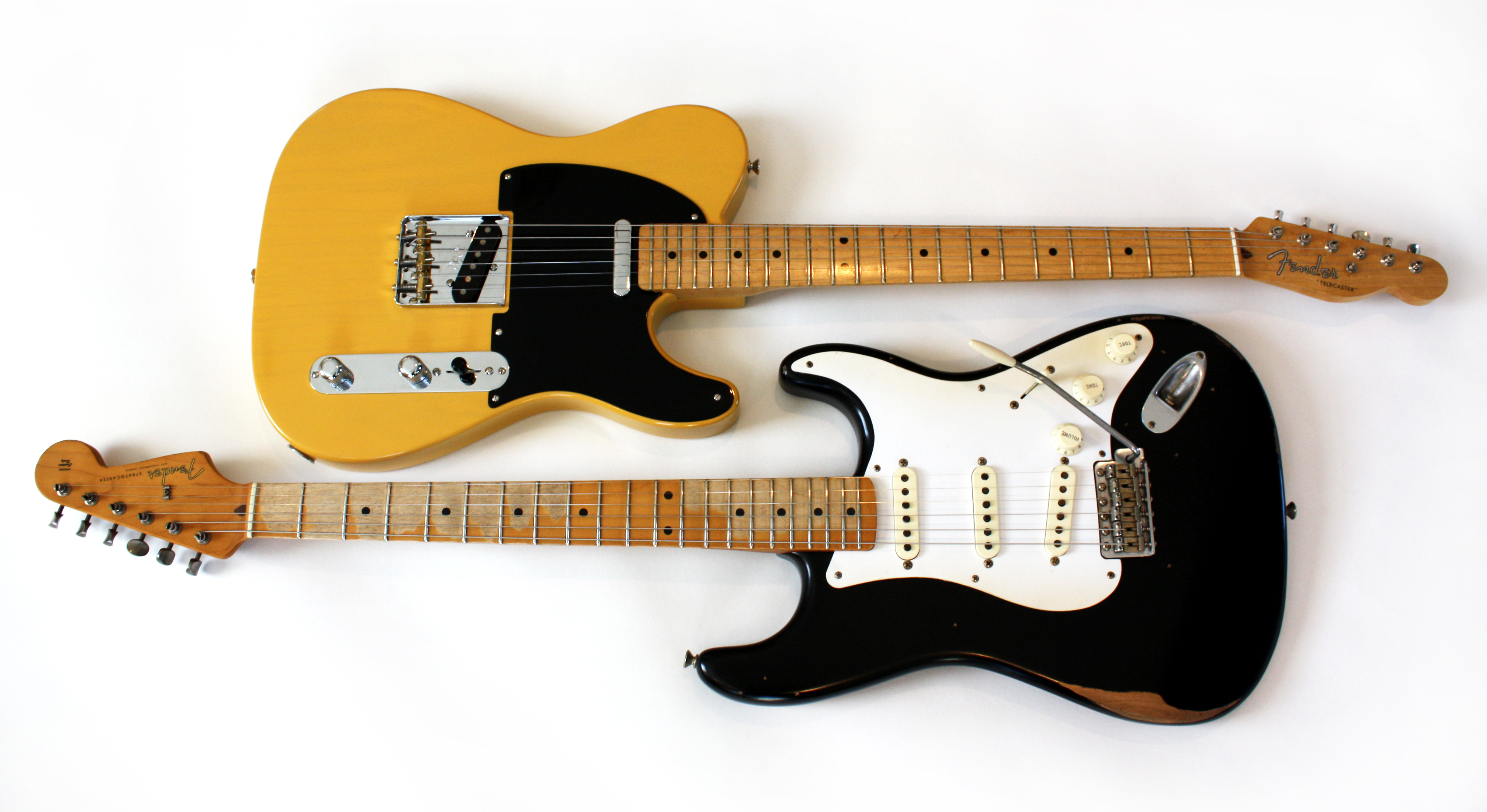
Gitary elektryczne

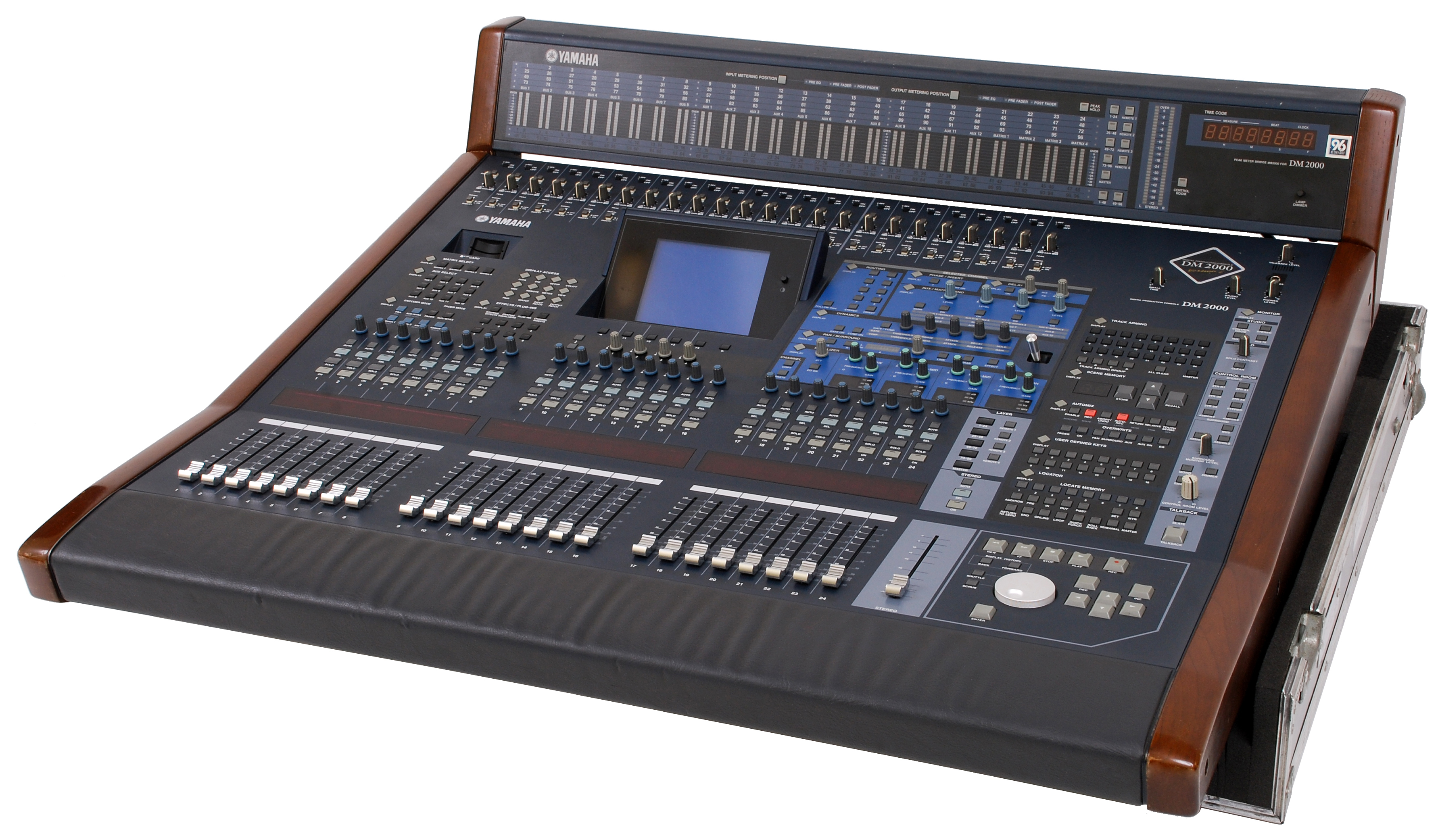
Stół mikserski

W opracowanej w 1914 przez Ericha Moritza von Hornbostela i Curta Sachsa, zrewidowanej w 2001 przez Konsorcjum MIMO klasyfikacji naukowej, elektrofonom przypisany jest identyfikator główny 5 i kolejno:
- 51: Instrumenty i urządzenia elektroakustyczne. Moduły i konfiguracje akustycznych mechanizmów wibrujących (często przypominających tradycyjne instrumenty akustyczne) i obwodów elektronicznych, takich jak przetworniki i wzmacniacze. Akustyczna lub mechaniczna wibracja jest przetwarzana w analogową fluktuację prądu elektrycznego. Wszystkie instrumenty zbudowane lub strukturalnie zmodyfikowane aby dostarczać sygnał do wzmacniacza i głośnika są zaliczane do elektrofonów, nawet jeśli mają pewne możliwości akustyczne (produkowania dźwięków). Przykłady: Fender-Rhodes, fortepian elektryczny Wurlitzera(inne języki), Hohner Electra Piano(inne języki), gitara elektryczna, pianino elektroniczne, skrzypce elektryczne, mikrofony, przystawki, głośniki.
- 52: Instrumenty i urządzenia elektromechaniczne. Konfiguracje cichych (elektrycznie pobudzanych), mechanicznie poruszanych części z zakodowanym wzorcem i układów elektronicznych. Ruch pozwala przetworzyć zakodowane wzorce w analogową fluktuację prądu elektrycznego. Przykłady: organy Hammonda, Magnetofon EMI BTR(inne języki), samplery Mellotron, Chamberlin(inne języki), pogłosy (sprężynowy, płytowy, komora).
- 53: Instrumenty analogowe elektroniczne, moduły i komponenty. Nieprzerwanie zmieniające się sygnały elektryczne trafiają do głośnika, produkując dźwięki. Sygnały elektryczne są generowane przez układy elektroniczne. Moduły i konfiguracje złożone z analogowych, w pełni elektronicznych urządzeń są stosowane do emitowania, przetwarzania i przekazywania elektronicznych sygnałów dźwiękowych i/lub sekwencji sygnałów. Przykłady: Trautonium, Theremin, fale Martenota, Ondioline(inne języki), Clavioline(inne języki), sekwencer analogowy, modulator kołowy(inne języki), stół mikserski, generator funkcji.
- 54: Instrumenty cyfrowe, moduły i komponenty. Sygnały elektryczne są generowane w formie kwantyfikowanych sekwencji drgań (funkcji dyskretnej). Te z kolei są zamienione w sygnał ciągły, który pobudza głośnik. Moduły i konfiguracje obejmujące urządzenia do cyfrowego projektowania i elektronicznego przetwarzania sygnałów dźwiękowych i/lub sekwencji sygnałów. Przykłady: syntezatory (Yamaha DX7, Kawai K5, seria Casio CZ(inne języki), Korg DSS-1(inne języki)), sekwencer cyfrowy, kontroler MIDI(inne języki), mieszacz, system nagłośnieniowy, cyfrowa linia opóźniająca, modułowe urządzenie efektowe.
- 55: Hybrydowe konfiguracje analogowo-cyfrowe. Urządzenia z analogowymi elementami toru sygnałowego.
- 56: Oprogramowanie.

## Historia
Pierwsze elektrofony próbowano budować w XIX wieku (William Duddell).
W 1900 w Stanach Zjednoczonych Thaddeus Cahill skonstruował organy elektryczne nazwane dynamophone, a w 1906 ich ulepszoną wersję – wyposażone w 145 prądnic elektrycznych i ważące ok. 200 ton telharmonium. Wynalazek triody w 1906, oraz rozwój akustyki, badania nad barwą dźwięku i transjentami przyczyniły się do szerszego rozwoju instrumentów elektrycznych.
Najwięcej elektrofonów powstało w latach 20. i 30. XX wieku w Niemczech, Stanach Zjednoczonych, Francji i Związku Radzieckim. W tym okresie zaczęły pojawiać się rozrywkowe zespoły muzyczne wykorzystujące wyłącznie instrumenty elektryczne, większość których stanowiły instrumenty elektroakustyczne i elektromechaniczne naśladujące lub stabilizujące barwę dźwięku instrumentów tradycyjnych.
Pierwszy udany instrument elektroniczny (generujący drgania na drodze czysto elektrycznej) – theremin (termenvox) skonstruował w 1920 w Związku Radzieckim Lew Termen. W 1927 Emerich Spielmann skonstruował superpiano – instrument wykorzystujący zjawisko fotoelektryczne. Innymi były skonstruowany w 1928 przez Maurice'a Martenota instrument o nazwie fale Martenota, trautonium z 1930 Friedricha Trautweina, hellertion Petera Lertesa i Brunona Helbergera oraz melochord.

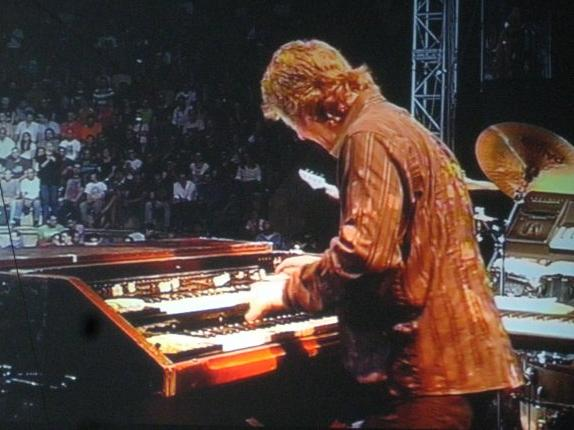
Don Airey z Deep Purple grający na organach Hammonda

W latach 30. i 40. elektrofony elektroniczne pojawiały się sporadycznie w muzyce poważnej. Dynaphone wykorzystał Arthur Honegger, theremin – Leopold Stokowski, Richard Strauss, Paul Hindemith i Werner Egk, a fale Martenota – Maurice Ravel, Arthur Honegger, Olivier Messiaen (symfonia Turangalila, Fête des belles eaux), André Jolivet (koncert na fale Martenota) oraz Edgar Varèse. Popularność w teatrach i kinach zdobywały organy kinowe, a w szerszych zastosowaniach – stosunkowo niewielkie, niedrogie i wykorzystujące wynalazek multiwibratora organy elektryczne oraz wykorzystujące zjawiska elektromagnetyczne organy Hammonda.
Po II wojnie światowej ważną rolę zaczęły odgrywać seryjnie produkowane organy elektroniczne. Stosowano je w kościołach, w muzyce rozrywkowej oraz do muzykowania domowego. Oskar Sala wykorzystał operujący na skalach subharmonicznych mixtur-trautonium do skomponowania muzyki do filmu Ptaki Alfreda Hitchcocka. Powstał instrument wykorzystujący dźwięki szmerowe – szumofon. Spośród instrumentów elektroakustycznych największą popularność zdobyła w tym czasie gitara elektryczna. W latach 60. w Stanach Zjednoczonych Robert Moog i Donald Buchla, niezależnie skonstruowali pierwsze w historii syntezatory analogowe.

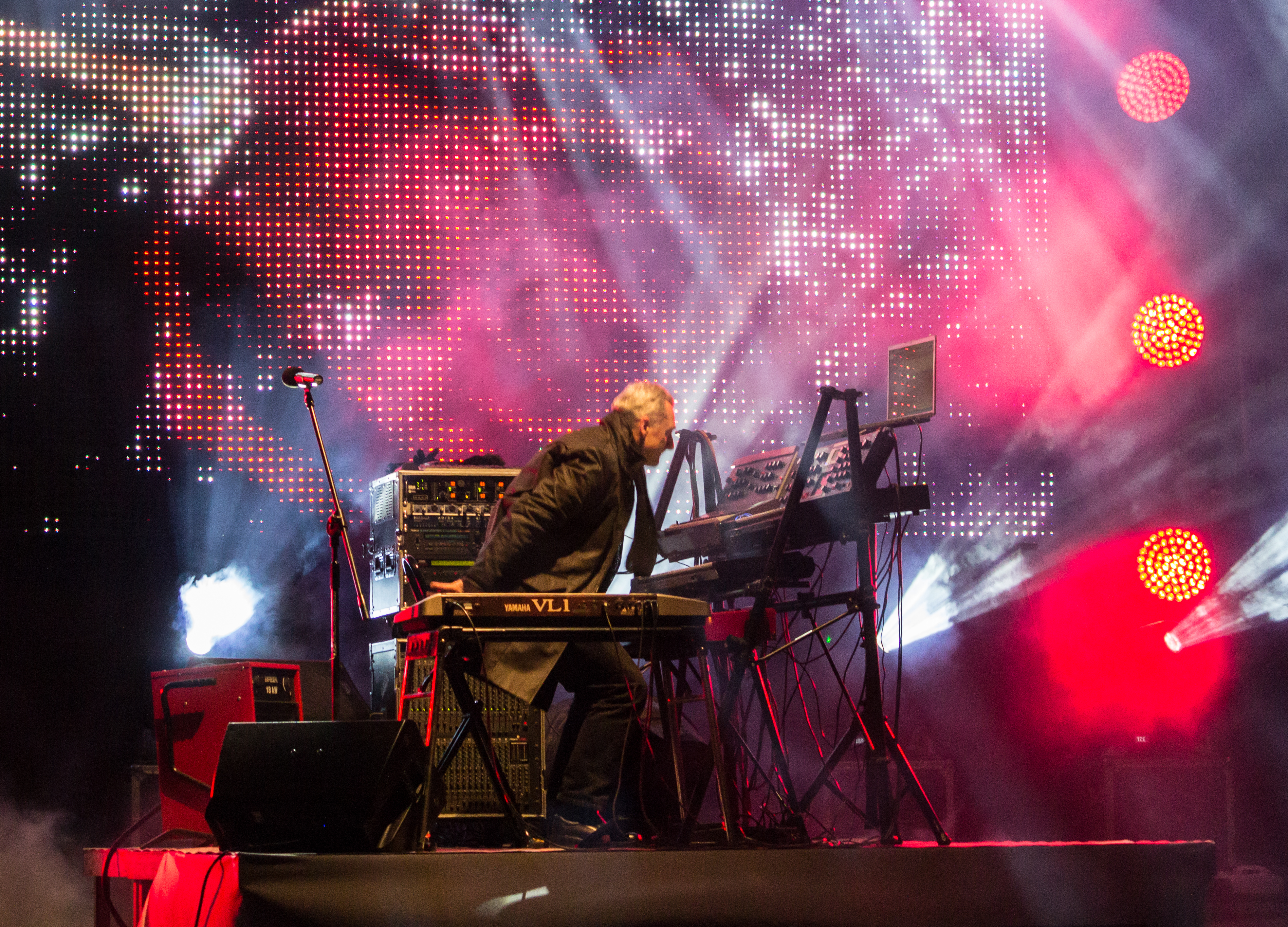
Marek Biliński grający na syntezatorach

Produkowane współcześnie syntezatory wykorzystywane są przez zespoły muzyki rozrywkowej, studia muzyki elektronicznej i do muzykowania domowego.